# 2607 Yakutia
2607 Yakutia è un asteroide della fascia principale. Scoperto nel 1977, presenta un'orbita caratterizzata da un semiasse maggiore pari a 2,3763218 UA e da un'eccentricità di 0,2275015, inclinata di 2,09648° rispetto all'eclittica.
L'asteroide prende il nome dalla Jacuzia, una delle repubbliche della Federazione russa.